# Eleccions legislatives txeques de 1998

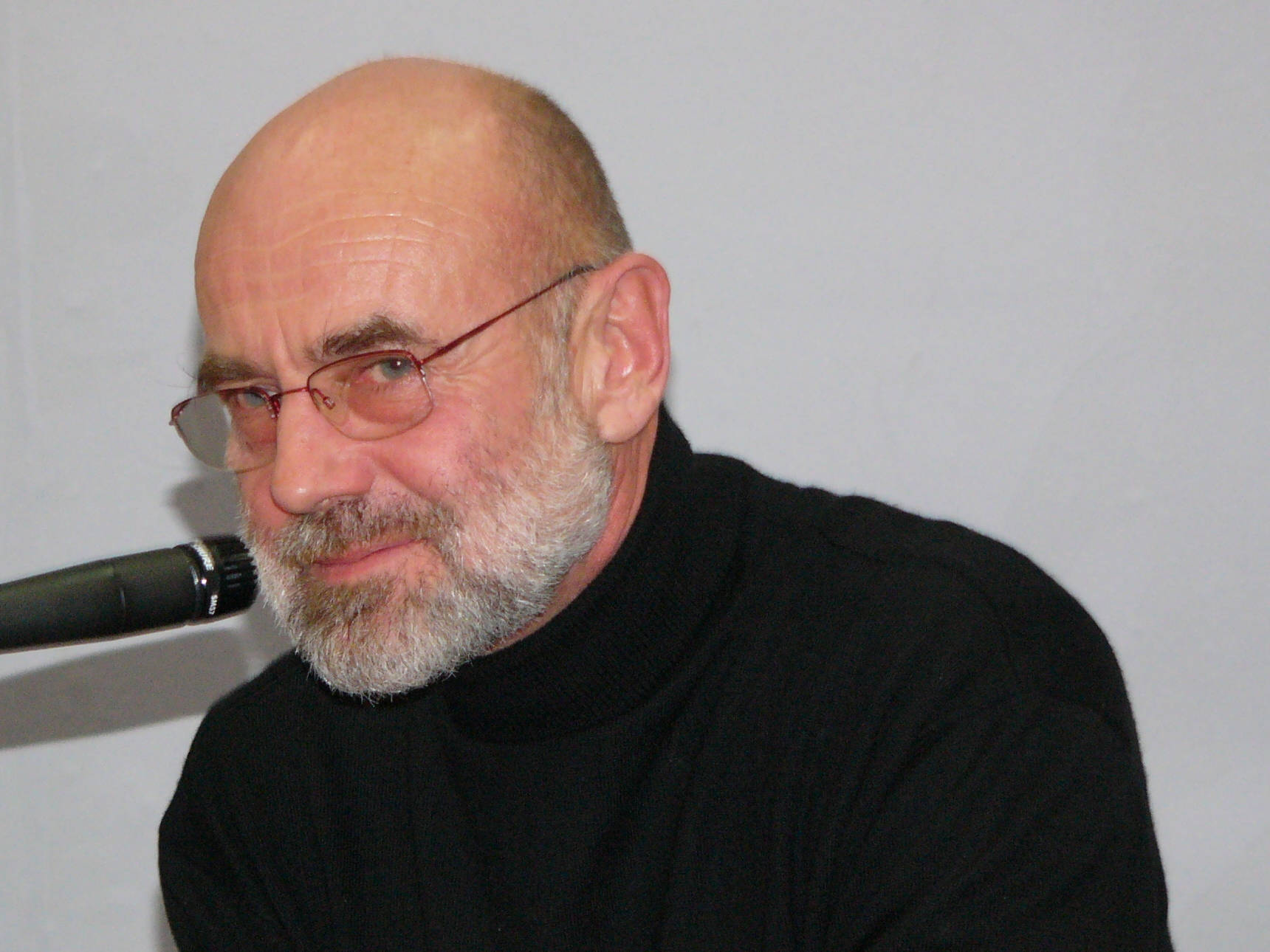
El polític txec Jan Ruml

Les eleccions legislatives txeques de 1998 se celebraren el 19 i 20 de juny de 1998 per a renovar els 200 diputats del Parlament txec. El partit més votat fou el Partit Socialdemòcrata Txec i el seu cap Miloš Zeman fou nomenat primer ministre en un govern de coalició amb els democristians i la Unió de la Llibertat.
Resultats de les eleccions de 20 de juny de 1998 per a renovar la Cambra de Diputats de la República Txeca
| Partits i coalicions            | Partits i coalicions | Partits i coalicions | Vots      | %      | Escons |
| ------------------------------- | --- | --- | --------- | ------ | ------ |
|                                 | Partit Socialdemòcrata Txec (Česká strana sociálně demokratická)                                                              | Partit Socialdemòcrata Txec (Česká strana sociálně demokratická)                                                              | 1.928.660 | 32,31  | 74     |
|                                 | Partit Democràtic Cívic (Občanská demokratická strana)                                                                        | Partit Democràtic Cívic (Občanská demokratická strana)                                                                        | 1.656.011 | 27,74  | 63     |
|                                 | Partit Comunista de Bohèmia i Moràvia (Komunistická strana Čech a Moravy)                                                     | Partit Comunista de Bohèmia i Moràvia (Komunistická strana Čech a Moravy)                                                     | 658.550   | 11.03  | 24     |
|                                 | Unió Democristiana–Partit Popular Txecoslovac (Křesťansko-demokratická unie – Československá strana lidová)                   | Unió Democristiana–Partit Popular Txecoslovac (Křesťansko-demokratická unie – Československá strana lidová)                   | 537.013   | 9,00   | 20     |
|                                 | Unió de la Llibertat (Unie svobody)                                                                                           | Unió de la Llibertat (Unie svobody)                                                                                           | 513.596   | 8,60   | 19     |
|                                 | Associació per la República-Partit Republicà de Txecoslovàquia (Sdružení pro republiku – Republikánská strana Československa) | Associació per la República-Partit Republicà de Txecoslovàquia (Sdružení pro republiku – Republikánská strana Československa) | 232.965   | 3,90   | –      |
|                                 | Pensionistes per Assegurances Vitals (Důchodci za životní jistoty)                                                            | Pensionistes per Assegurances Vitals (Důchodci za životní jistoty)                                                            | 182,900   | 3.06   | –      |
|                                 | Unió Democràtica (Demokratická unie)                                                                                          | Unió Democràtica (Demokratická unie)                                                                                          | 86,431    | 1.45   | -      |
|                                 | Partit Verd (Strana zelených)                                                                                                 | Partit Verd (Strana zelených)                                                                                                 | 67,143    | 1.12   | –      |
| Total (participació, 74,03%)    | Total (participació, 74,03%)                                                                                                  | Total (participació, 74,03%)                                                                                                  |           | 100.00 | 200    |
| Font: Oficina Estadística Txeca | | |           |        |        |